# Duripshi
Duripshi (en georgiano: დურიფში; en abjasio: Дәрыҧшь, romanizado: Durypsh) es un pueblo que pertenece a la parcialmente reconocida República de Abjasia, parte del distrito de Gudauta, aunque de iure pertenece al municipio de Gudauta de la República Autónoma de Abjasia de Georgia.

## Geografía
Duripshi se encuentra situado a 11 km al norte de Gudauta. Limita con los montes de Bzipi en el norte, Ajalsopeli y Jirjva en el oeste; Achandara por el este; y los pueblos de Lyjny y Kulanurjva al sur y sureste, respectivamente.

## Historia
Duripshi está situado en la región histórica de Bzipi. Ya a finales de la Edad Media, parte del pueblo formaba parte de la propiedad de la noble familia abjasia Lakrba (sigue habiendo un lugar en el pueblo llamado Lakryps, traducido como propiedad de los Lakrbs).
Incluso en la primera mitad del siglo XIX, los asentamientos de Abgarra, Aryvita, Ebyrnycha y Arkva eran pueblos separados y no formaban parte de Duripshi. Desde la segunda mitad del siglo surgieron nuevos asentamientos como resultado del desplazamiento de la población, la emigración y el genocidio circasiano: Tarkilaa Rhabla (noroeste) y Ardzynaa Rhabla (oeste). En los años del Muhayir o genocidio circasiano (1877), la mayoría de los habitantes abandonaron Abjasia y se trasladaron al Imperio otomano (haciendo pasar la población de 1500 habitantes a sólo 50). Sin embargo, algunos habitantes pudieron regresar al pueblo pasado un tiempo.
En 1931, tuvo lugar en Duripshi el primer congreso de toda Abjasia en la historia moderna de esta nación. El resultado fue una resolución que protestaba por la reducción del estatus de Abjasia de la República Federal Socialista Soviética de Abjasia a una mera República Socialista Soviética Autónoma de Abjasia dentro de la RSS de Georgia. Los participantes del congreso también expresaron su descontento con la colectivización ordenada y expresaron desconfianza hacia las estructuras de poder de la entonces Abjasia y sus acciones. En 1959, el pueblo de Duripshi fue visitado por el primer presidente de la República Democrática de Vietnam, Ho Chi Minh. En mayo de 1963, en el pueblo, en la mejor tradición de la hospitalidad abjasia, recibieron al Primer Secretario del Comité Central del PCUS Nikita Jrushchov y al líder cubano Fidel Castro.
Sin embargo, la guerra de Abjasia (1992-1993) impidió que los trabajos se completaran y fueron dañados. En la plaza del pueblo hay un monumento a los reprimidos en la década de 1930, los caídos de Duripshi en la Segunda Guerra Mundial y a los soldados caídos en la guerra en Abjasia (1992-1993).

## Demografía
La evolución demográfica de Duripshi entre 1886 y 2011 fue la siguiente:
| 843                                                 | 1605 | 2767 | 2699 | 2214 |
| (Fuente: Population of Abkhazia since Soviet times) |      |      |      |      |

La población ha sufrido un descenso de algo menos del 20% por la guerra, manteniéndose como un pueblo con bastantes habitantes. Actualmente, y en el pasado también, la inmensa mayoría de la población son abjasios.
|              | 2011      | 2011       |
| Grupo étnico | Población | Porcentaje |
| ------------ | --------- | ---------- |
| Georgianos   | 9         | 0,4%       |
| Abjasios     | 2171      | 98,1%      |
| Rusos        | 17        | 0,8%       |
| Ucranianos   | 4         | 0,2%       |
| Armenios     | 2         | 0,1%       |
| Total        | 2214      | 100%       |

## Personas ilustres
- Grigori Ardzinba (1919-1982): figura económica y política abjasia, presidente de la granja colectiva Beria del distrito de Gudauta y Héroe del Trabajo Socialista (1949).
- Maria Ardzinba (1923-1995): agricultora abjasia nombrada Héroe del Trabajo Socialista (1971).
- Razhden Gumba (1926-2007): compositor, profesor de música y musicólogo abjasio nombrado Artista del Pueblo de Abjasia.
- Nelli Tarba (1934-2014): escritora, poetisa, traductora y publicista abjasia
- Sofa Agumaa (1939): actriz, directora y profesora de teatro abjasia nombrada Artista del Pueblo de Abjasia (1985).